# Colletes wollmanni
Colletes wollmanni är en biart som beskrevs av Noskiewicz 1936. Colletes wollmanni ingår i släktet sidenbin, och familjen korttungebin. Inga underarter finns listade i Catalogue of Life.